# KeyShawn Feazell
KeyShawn Feazell (Hattiesburg, 23 ottobre 1998) è un cestista statunitense.